# Arapona vallea
Arapona vallea är en insektsart som beskrevs av Delong 1979. Arapona vallea ingår i släktet Arapona, och familjen dvärgstritar. Inga underarter finns listade i Catalogue of Life.